# Audi R15 TDI
El Audi R15 TDI es un biplaza abierto prototipo de Le Mans de la clase LMP1 que la marca alemana Audi utilizó en las competiciones del Automobile Club de l'Ouest en los años 2009 y 2010.
El R15 TDI utiliza un motor diésel V10 a 90° con inyección directa de 5.5 litros de cilindrada y más de 600 CV, (592 kW) y 1050 Nm, en lugar del V12 que utilizaba su predecesor, el Audi R10 TDI. Utiliza una caja de cambios electroneumática de 5 velocidades, tiene un depósito de 81 litros y un peso de 930 kg.

## Competición
Se estrenó oficialmente con las 12 Horas de Sebring en marzo de 2009 y quedó tercero en la 76.ª edición de las 24 Horas de Le Mans de 2009, detrás de dos Peugeot 908 HDI FAP.
En las 24 Horas de Le Mans de 2010, a pesar de partir detrás de los cuatro Peugeot 908 HDI FAP que eran favoritos, el Audi R15 TDI llegó al podio y todos los Peugeot acabaron abandonando.[cita requerida]